# 한들공소
한들공소는 대한민국 전북특별자치도 진안군 진안읍에 있다. 2016년 12월 28일 진안군의 향토문화유산(유형) 제11호로 지정되었다.

## 개요
1922년 세워진 공소터에 1959년 신축된 공소로, 천주교 역사에 중요한 자료이다.